# Louis-Charles-Alfred Frotier de Bagneux
Pour les autres membres de la famille, voir Famille  Frotier.
Louis Charles Alfred Frotier de Bagneux, comte de Bagneux (10 septembre 1816 - 29 mars 1899) est un homme politique, agriculteur et noble français.

## Biographie
Fils de Paul  Frotier de Bagneux, il était un riche propriétaire de Limésy dont il fut le maire de 1849 à 1853. Longtemps membre du conseil général de la Seine-Maritime, il fut élu à l'Assemblée nationale, le 8 février 1871, dans la Seine-Inférieure ; il siégea à droite, sans jamais monter à la tribune, se fit inscrire au cercle des Réservoirs.
Candidat monarchiste en 1885, il fut battu par Lucien Dautresme.
Il est le père de Pierre-Adalbert Frotier de Bagneux et le beau-père du prince Héracle de Polignac.

## Famille
Il épouse, le 24 avril 1843 à Église Saint-Thomas-d'Aquin de Paris, Mathilde de Faudoas (1819-1896), fille de Félix de Faudoas, marquis de Faudoas et de Aglaé Anne Charlotte Désirée de Toustain de Limés. Ils ont deux enfants.
- Pierre-Adalbert Frotier de Bagneux (26 juillet 1845 - 4 avril 1923) épouse Isabelle Césarine Calixte de Polignac (9 janvier 1851 - 26 mai 1935), dont descendance ;
- Marie Odette Frotier de Bagneux (17 août 1848 - 17 avril 1893) épouse Héracle de Polignac, 5e duc de Polignac (14 juin 1843 - 20 novembre 1917), dont descendance.